# Argent-sur-Sauldre
Pour les articles homonymes, voir Argent (homonymie) et Sauldre (homonymie).
Argent-sur-Sauldre est une commune française du département du Cher, en région Centre-Val de Loire.
Elle est traversée par la route Jacques-Cœur.

## Géographie

### Localisation
Argent-sur-Sauldre est une petite ville de Sologne, dans le nord du département du Cher et limitrophe de celui du Loiret.
Elle est située à 20 km au sud-ouest de Gien, 55 km au nord de Bourges, 60 km au sud-est d’Orléans et à 170 km au sud de Paris.
La commune se trouve dans l'aire d'attraction d'Aubigny-sur-Nère ainsi que dans le bassin de vie de cette ville, et dans la zone d'emploi de Gien.

### Communes limitrophes
Les communes limitrophes sont  Aubigny-sur-Nère, Blancafort, Cerdon, Clémont, Coullons et Sainte-Montaine.

### Géologie et relief
La superficie de la commune est de 67,35 km2 ; son altitude varie de 144  à   210 mètres.

### Hydrographe

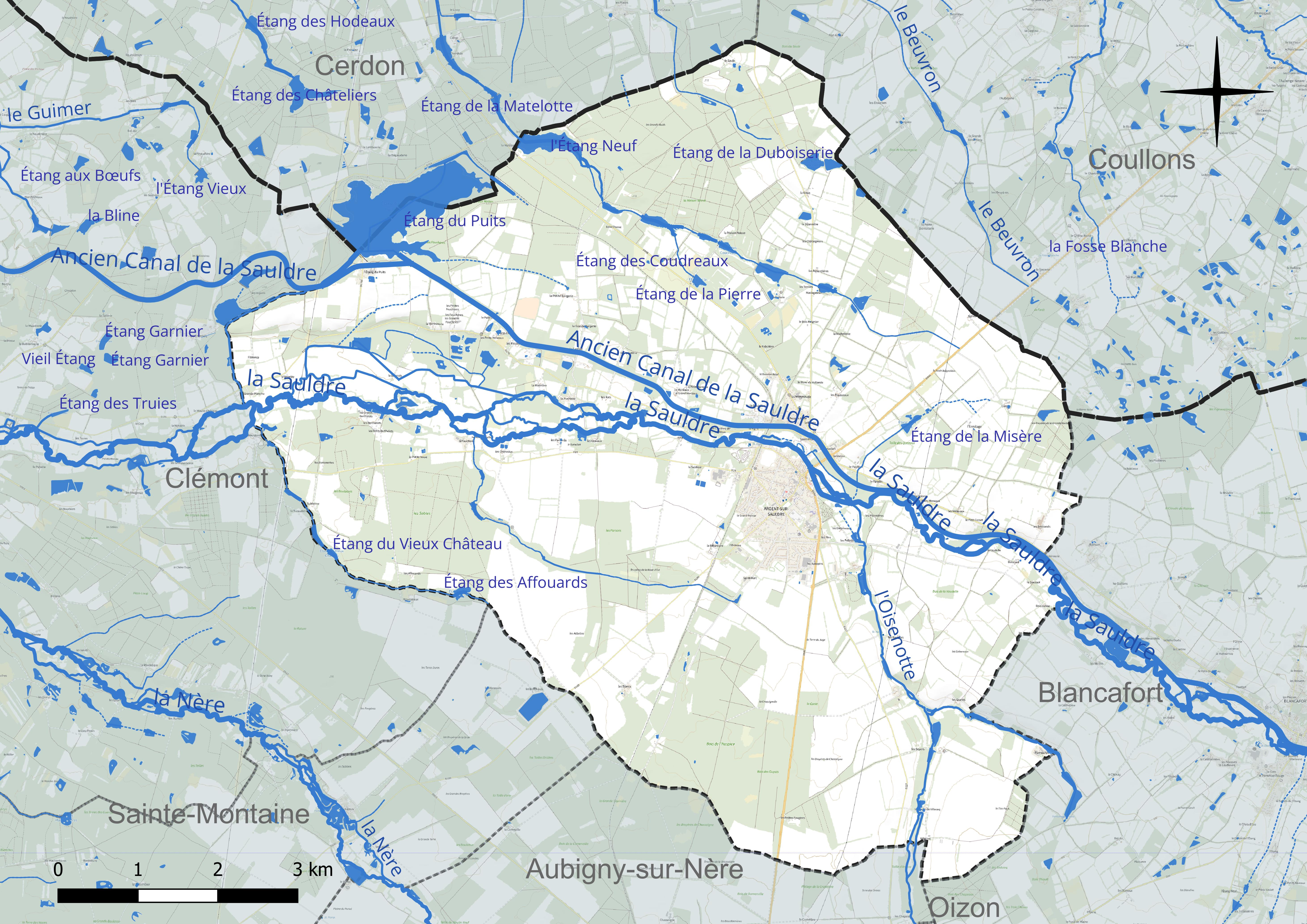
Carte hydrographique de la commune.

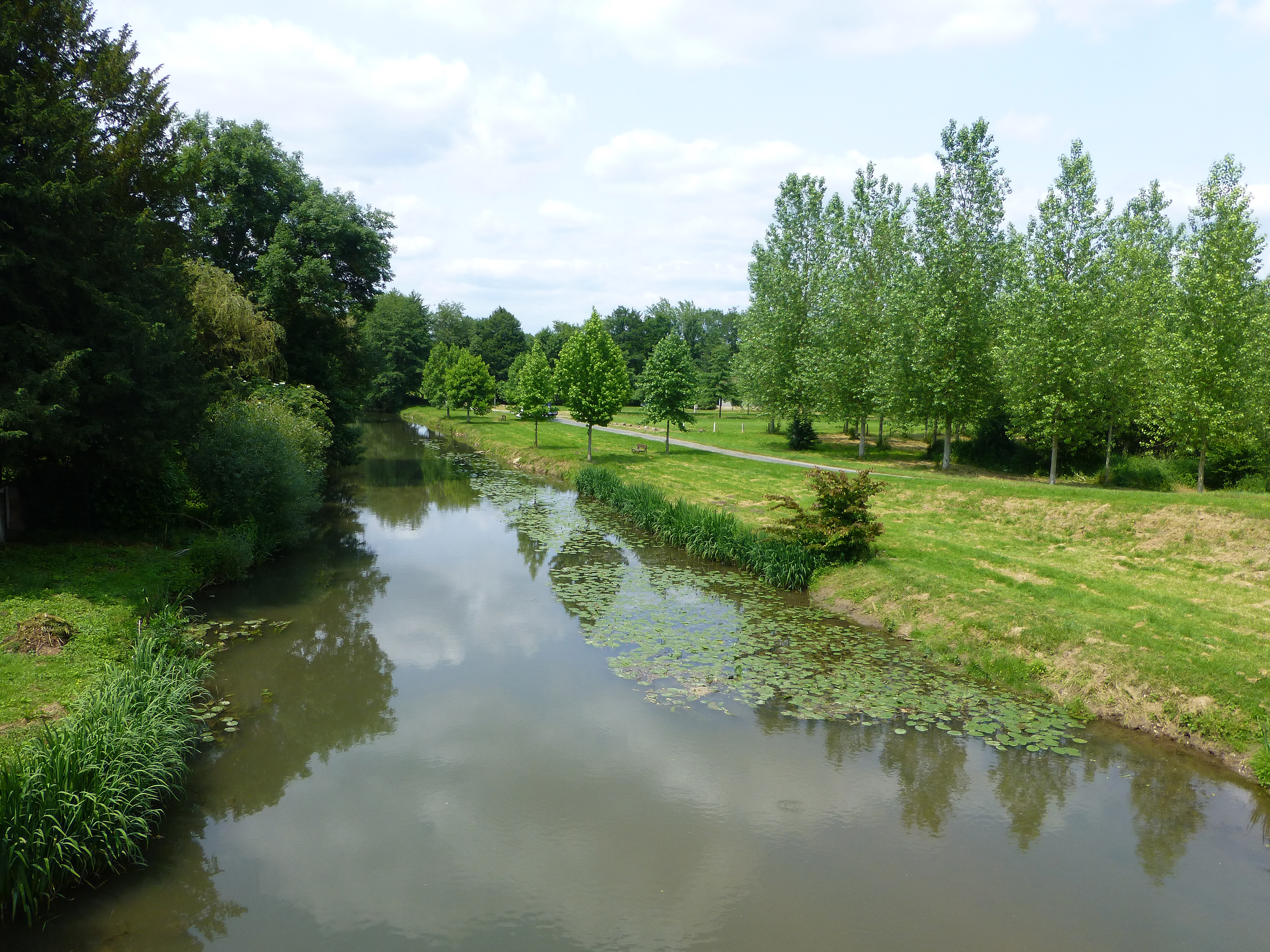
La Grande Sauldre à Argent-sur-Sauldre.

Argent est irriguée par 3 rivières :
- la Grande Sauldre, rivière prenant source au niveau d'Humbligny ;
- l'Oizenotte se déverse dans la Grande Sauldre sur la commune d'Argent-sur-Sauldre ;
- la source de la rivière Le Surget est présente sur la commune, il s'agit d'un affluent du Beuvron.

Il est traversé par le canal de la Sauldre
L’étang du Puits, le plus vaste étang de Sologne, se partage entre les communes d'Argent, Clémont et Cerdon.

### Climat
Pour des articles plus généraux, voir Climat du Centre-Val de Loire et Climat du Cher.
En 2010, le climat de la commune est de type climat océanique dégradé des plaines du Centre et du Nord, selon une étude du CNRS s'appuyant sur une série de données couvrant la période 1971-2000. En 2020, Météo-France publie une typologie des climats de la France métropolitaine dans laquelle la commune est exposée à un climat océanique altéré et est dans la région climatique Centre et contreforts nord du Massif Central, caractérisée par un air sec en été et un bon ensoleillement.
Pour la période 1971-2000, la température annuelle moyenne est de 10,9 °C, avec une amplitude thermique annuelle de 15,5 °C. Le cumul annuel moyen de précipitations est de 770 mm, avec 11,7 jours de précipitations en janvier et 7,6 jours en juillet. Pour la période 1991-2020, la température moyenne annuelle observée sur la station météorologique la plus proche, située sur la commune d'Aubigny-sur-Nère à 7 km à vol d'oiseau, est de 11,6 °C et le cumul annuel moyen de précipitations est de 789,1 mm,. Pour l'avenir, les paramètres climatiques de la commune estimés pour 2050 selon différents scénarios d'émission de gaz à effet de serre sont consultables sur un site dédié publié par Météo-France en novembre 2022.

## Urbanisme

### Typologie
Au 1er janvier 2024, Argent-sur-Sauldre est catégorisée bourg rural, selon la nouvelle grille communale de densité à 7 niveaux définie par l'Insee en 2022.
Elle est située hors unité urbaine. Par ailleurs la commune fait partie de l'aire d'attraction d'Aubigny-sur-Nère, dont elle est une commune du pôle principal,. Cette aire, qui regroupe 16 communes, est catégorisée dans les aires de moins de 50 000 habitants,.

### Occupation des sols

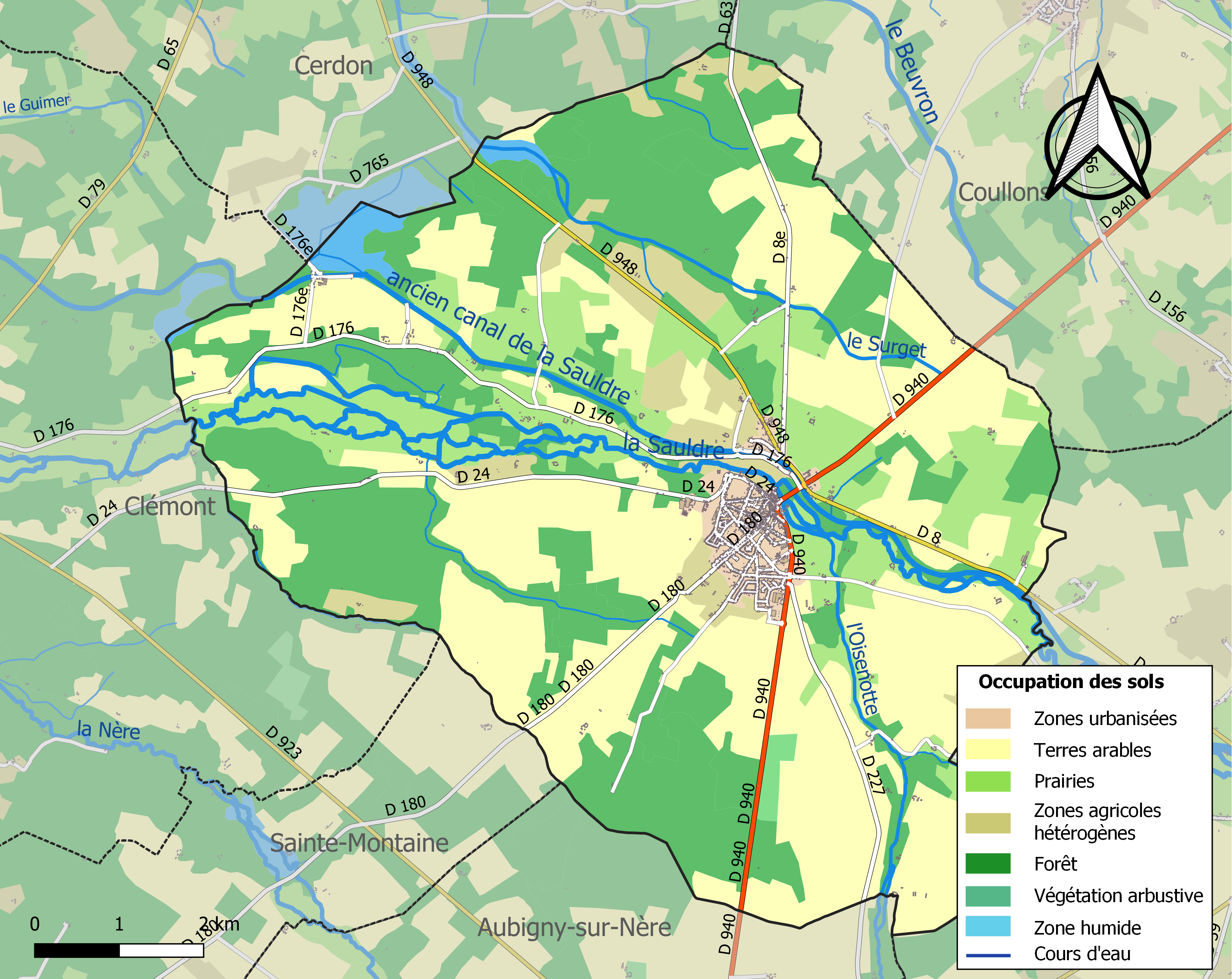
Carte des infrastructures et de l'occupation des sols de la commune en 2018 (CLC).

L'occupation des sols de la commune, telle qu'elle ressort de la base de données européenne d’occupation biophysique des sols Corine Land Cover (CLC), est marquée par l'importance des territoires agricoles (61,3 % en 2018), une proportion sensiblement équivalente à celle de 1990 (61,8 %). La répartition détaillée en 2018 est la suivante :
terres arables (39,8 %), forêts (34,6 %), prairies (15,9 %), zones agricoles hétérogènes (5,6 %), zones urbanisées (2,7 %), eaux continentales (1 %), milieux à végétation arbustive et/ou herbacée (0,4 %).
L'évolution de l’occupation des sols de la commune et de ses infrastructures peut être observée sur les différentes représentations cartographiques du territoire : la carte de Cassini (XVIIIe siècle), la carte d'état-major (1820-1866) et les cartes ou photos aériennes de l'IGN pour la période actuelle (1950 à aujourd'hui).

### Habitat et logement
En 2021, le nombre total de logements dans la commune était de 1 301, alors qu'il était de 1 293 en 2016 et de 1 298 en 2011.
Parmi ces logements, 78 % étaient des résidences principales, 8,4 % des résidences secondaires et 13,6 % des logements vacants. Ces logements étaient pour 93,9 % d'entre eux des maisons individuelles et pour 5,8 % des appartements.
Le tableau ci-dessous présente la typologie des logements à Argent-sur-Sauldre en 2021 en comparaison avec celle du Cher et de la France entière. Une caractéristique marquante du parc de logements est ainsi une proportion de résidences secondaires et logements occasionnels (8,4 %) supérieure à celle du département (7,6 %) mais inférieure à celle de la France entière (9,7 %).
| Typologie                                               | Argent-sur-Sauldre | Cher | France entière |
| ------------------------------------------------------- | ------------------ | ---- | -------------- |
| Résidences principales (en %)                           | 78                 | 79,6 | 82,2           |
| Résidences secondaires et logements occasionnels (en %) | 8,4                | 7,6  | 9,7            |
| Logements vacants (en %)                                | 13,6               | 12,8 | 8,1            |

### Lieux-dits, hameaux et écarts
Rillas, les Collombiers, les Valots, les abords de la Sauldre, du canal de la Sauldre et de l'étang du Puits.

### Voies de communication et transports
Argent-sur-Sauldre est traversée par l'ancienne route nationale 140 (actuelle RD 940).
Elle est reliée à Bourges par les bus lignes 18 financés par le conseil général du Cher. De même, une navette TER permet de se rendre à Gien.

### Risques naturels et technologiques
Le territoire de la commune d'Argent-sur-Sauldre est vulnérable à différents aléas naturels : météorologiques (tempête, orage, neige, grand froid, canicule ou sécheresse), inondations, feux de forêts, mouvements de terrains et séisme (sismicité très faible). Il est également exposé à deux risques technologiques, le transport de matières dangereuses et la rupture d'un barrage. Un site publié par le BRGM permet d'évaluer simplement et rapidement les risques d'un bien localisé soit par son adresse soit par le numéro de sa parcelle.

#### Risques naturels
Certaines parties du territoire communal sont susceptibles d’être affectées par le risque d’inondation par débordement de cours d'eau, notamment la Sauldre, l'ancien canal de la Sauldre, le Surget et l'Oizenotte. La commune a été reconnue en état de catastrophe naturelle au titre des dommages causés par les inondations et coulées de boue survenues en 1982, 1999, 2001 et 2016,.
Le département du Cher est moins exposé au risque de feux de forêts que le pourtour méditerranéen ou le golfe de Gascogne. Néanmoins la forêt occupe près du quart du département et certaines communes sont très vulnérables, notamment les communes de Sologne dont fait partie Argent-sur-Sauldre. Il est ainsi défendu aux propriétaires de la commune et à leurs ayants droit de porter ou d’allumer du feu dans l'intérieur et à une distance de 200 mètres des bois, forêts, plantations, reboisements ainsi que des landes. L’écobuage est également interdit, ainsi que les feux de type méchouis et barbecues, à l’exception de ceux prévus dans des installations fixes (non situées sous couvert d'arbres) constituant une dépendance d'habitation.

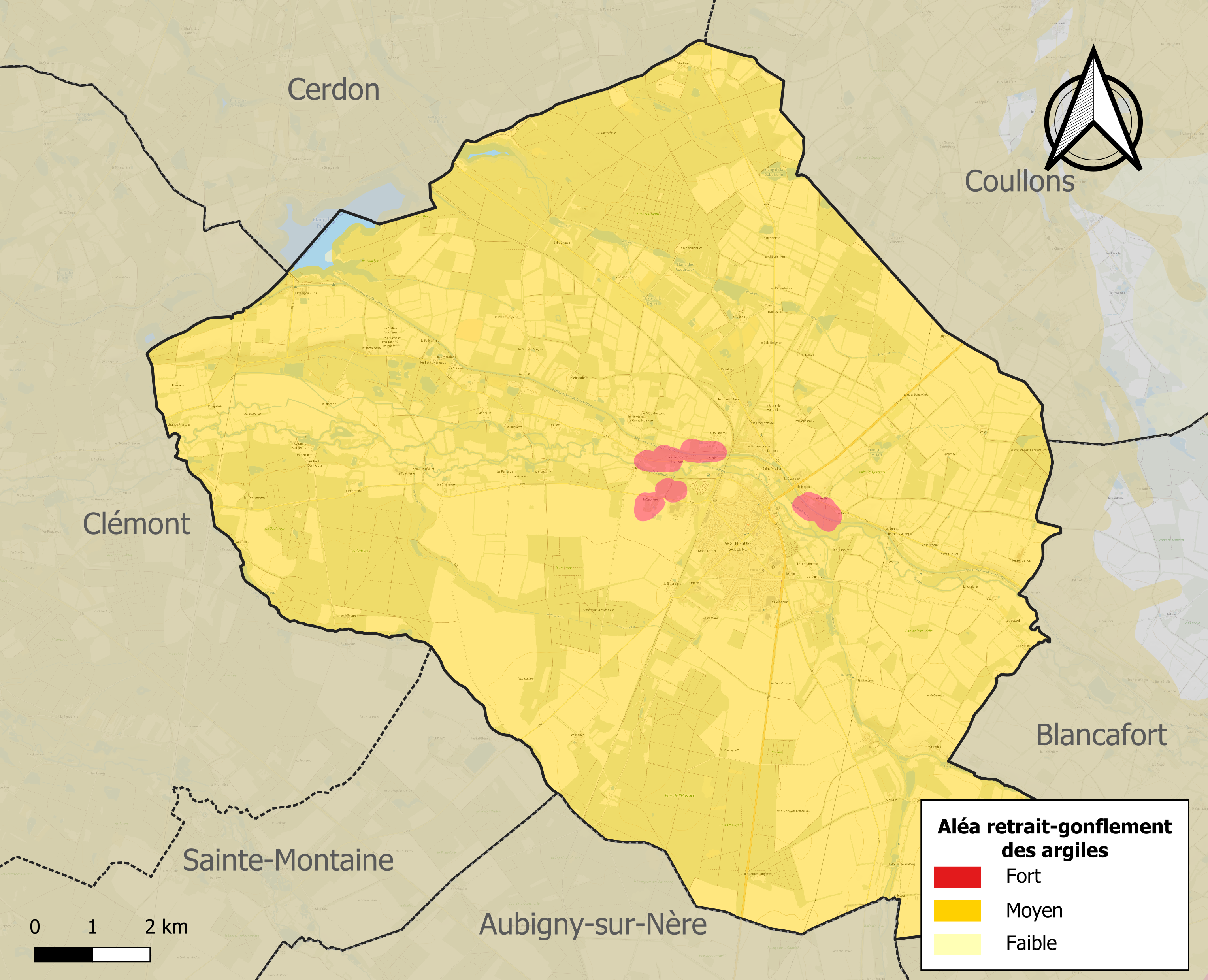
Carte des zones d'aléa retrait-gonflement des sols argileux d'Argent-sur-Sauldre.

La commune est vulnérable au risque de mouvements de terrains constitué principalement du retrait-gonflement des sols argileux. Cet aléa est susceptible d'engendrer des dommages importants aux bâtiments en cas d’alternance de périodes de sécheresse et de pluie. 99,7 % de la superficie communale est en aléa moyen ou fort (90 % au niveau départemental et 48,5 % au niveau national). Sur les 1 286 bâtiments dénombrés sur la commune en 2019, 1286 sont en aléa moyen ou fort, soit 100 %, à comparer aux 83 % au niveau départemental et 54 % au niveau national. Une cartographie de l'exposition du territoire national au retrait gonflement des sols argileux est disponible sur le site du BRGM,.
Concernant les mouvements de terrains, la commune a été reconnue en état de catastrophe naturelle au titre des dommages causés par la sécheresse en 1989, 1991, 2018 et 2019 et par des mouvements de terrain en 1999.

#### Risques technologiques
Le risque de transport de matières dangereuses sur la commune est lié à sa traversée par des infrastructures routières ou ferroviaires importantes ou la présence d'une canalisation de transport d'hydrocarbures. Un accident se produisant sur de telles infrastructures est en effet susceptible d’avoir des effets graves au bâti ou aux personnes jusqu’à 350 m, selon la nature du matériau transporté. Des dispositions d’urbanisme peuvent être préconisées en conséquence.
La commune est en outre située en aval du barrage de l'étang de Goule, de classe B. À ce titre elle est susceptible d’être touchée par l’onde de submersion consécutive à la rupture de cet ouvrage.

## Toponymie
Le nom de la localité est attesté sous la forme Argentum en l'an 1012,, signifiant argent en latin.
Ce toponyme rappelle sans doute l'existence de gisements argentifères en ces lieux.

## Histoire
Argent semble avoir été établie au XIIIe siècle.

### Moyen Âge
Durant le Moyen Âge, cette commune fut sous l'autorité de la maison de Sully (ou Seuly, sans parenté directe avec le ministre du roi Henri IV). En 1223, Argent et Clémont formaient ensemble, une seule et même seigneurie appartenant à Guillaume de Seuly. Par la suite, elle sera possédée par la maison d'Albret via le mariage de Marie de Sully, fille de Louis de Sully et veuve de Gui VI de La Trémoille, avec Charles Ier d'Albret, comte de Dreux.

### Temps modernes
Le sous-sol argileux a permis à l'activité céramique de se développer au XVIIIe siècle. Une briqueterie et une tuilerie virent le jour. La faïence de Gien fut créée à partir de la terre provenant d'Argent-sur-Sauldre.

### Époque contemporaine
En 1847, la société Renault commença à fabriquer des pièces de poterie.
La gare d'Argent-sur-Sauldre, ouverte le 19 mai 1884, était sur la ligne d'Auxy - Juranville à Bourges et terminus de la ligne de Gien à Argent avec correspondances avec les lignes à voie métrique de La Guerche-sur-l'Aubois à Argent (Réseau du Cher) et, de 1902 à 1939, la section d'Argent à Salbris du Chemin de fer du Blanc-Argent.
Au début du XXe siècle, différentes activités économiques prirent place et elles existent encore de nos jours : exploitation de carrières de calcaire et de silex, confection, fabrique de meubles, sciage de bois. En revanche certaines entreprises ont disparu, c'est le cas notamment des Ateliers de Construction Argentais (ACA) usine métallurgique de construction de ponts roulants pour l'industrie, de la laiterie, d'un atelier de fabrication de chaussures, d'une chemiserie. Il subsiste une entreprise faisant partie de l'industrie du papier. Paragon Identification est une entreprise reconnue dans l'imprimerie française.
L'essor économique qu'a connu Argent-sur-Sauldre est principalement dû à sa situation géographique et aux différentes voies de communications qui existaient : le chemin de fer du Blanc-Argent, le canal de la Sauldre.
En juillet 1932, un groupe d'enfants d'un patronage de Gien, accompagné de prêtres, vient passer la journée sur le bord du lac de l'étang du Puits où ils pique-niquent. Un des prêtres décide d'amener une quinzaine d'enfants en barque de l'autre coté du lac pour rejoindre la plage de Cerdon. Mais la barque se renverse et douze enfants et le prêtre se noient. L'année suivante, une chapelle est érigée sur le bord du lac en leur mémoire.

## Politique et administration

### Rattachements administratifs et électoraux

#### Rattachements administratifs
La commune se trouve depuis 1984 dans l'arrondissement de Vierzon du département du Cher.
Elle était depuis 1793 le chef-lieu du canton d'Argent-sur-Sauldre. Dans le cadre du redécoupage cantonal de 2014 en France, cette circonscription administrative territoriale a disparu, et le canton n'est plus qu'une circonscription électorale.

#### Rattachements électoraux
Pour les élections départementales, la commune fait partie depuis 2014 du canton d'Aubigny-sur-Nère.
Pour l'élection des députés, elle fait partie de la première circonscription du Cher.

### Intercommunalité
Argent-sur-Sauldre est le siège de la communauté de communes Sauldre et Sologne, un établissement public de coopération intercommunale (EPCI) à fiscalité propre créé fin 2005 et auquel la commune a transféré un certain nombre de ses compétences, dans les conditions déterminées par le code général des collectivités territoriales.

### Tendances politiques et résultats
| Scrutin             | Scrutin             | 1er tour | 1er tour | 1er tour | 1er tour | 1er tour | 1er tour | 1er tour | 1er tour | 1er tour | 1er tour | 1er tour | 1er tour | 2d tour | 2d tour | 2d tour | 2d tour | 2d tour | 2d tour |
| Scrutin             | Scrutin             | 1er      | 1er      | %        | 2e       | 2e       | %        | 3e       | 3e       | %        | 4e       | 4e       | %        | 1er     | 1er     | %       | 2e      | 2e      | %       |
| ------------------- | ------------------- | -------- | -------- | -------- | -------- | -------- | -------- | -------- | -------- | -------- | -------- | -------- | -------- | ------- | ------- | ------- | ------- | ------- | ------- |
| Présidentielle 2017 | Présidentielle 2017 |          | FN       | 26,86    |          | LR       | 23,76    |          | EM       | 19,97    |          | LFI      | 13,16    |         | EM      | 58,88   |         | FN      | 41,12   |
| Présidentielle 2022 | Présidentielle 2022 |          | RN       | 29,30    |          | LREM     | 27,15    |          | LFI      | 15,03    |          | REC      | 7,04     |         | LREM    | 51,31   |         | RN      | 48,69   |
| Législatives 2022   | 1er                 |          | RE-Ens   | 27,05    |          | RN       | 24,78    |          | LR       | 23,26    |          | PS-Nupes | 18,08    |         | RE      | 59,82   |         | PS      | 40,18   |
| Législatives 2024   | 1er                 |          | RN       | 47,01    |          | RE-Ens   | 31,44    |          | PS-NFP   | 19,29    |          | LO       | 2,25     |         | RE      | 50,10   |         | RN      | 49,90   |

### Élections municipales
Lors du premier tour des élections municipales de 2014 dans le Cher, la liste DVD menée par le maire sortant Denis Mardesson obtient la majorité absolue des suffrages exprimés, avec 803 voix (67,30 %, 16 conseillers municipaux élus dont 5 communautaires), devançant très largement celle, également DVD, menée par Pascal Vilain, qui a recueilli 390 voix (32,69 %, 3 conseillers municipaux élus).
Lors de ce scrutin, 29,36 % des électeurs se sont abstenus.
Lors du premier tour des élections municipales de 2020 dans le Cher, la liste SE menée par Pierre Loeper obtient la majorité absolue des suffrages exprimés, avec 454 voix (54,89 %, 15 conseillers municipaux élus dont 4 communautaires), devançant largement celle DVD menée par Pascal Vilain qui a obtenu 373 voix (45,10 %, 4 conseillerss municipaux élus dont 1 communautaire).
Lors de ce scrutin marqué par la pandémie de Covid-19 en France, 49,59 % des électeurs se sont abstenus.

### Liste des maires
| Période                                  | Période                    | Identité                                     | Étiquette    | Qualité |
| ---------------------------------------- | -------------------------- | -------------------------------------------- | ------------ | --- |
| Les données manquantes sont à compléter. |                            |                                              |              | |
|                                          |                            |                                              |              | |
| 1830                                     | 1832                       | François Pierre Gauchery                     |              | Chirurgien |
| 1832                                     | 1848                       | Étienne Alexis Soyer                         |              | Promoteur du canal de la Sauldre Conseiller général d'Argent-sur-Sauldre (1836 → 1848)                                                                            |
| 1848                                     |                            | Joseph Nicolas Hippolyte Dupré de Saint Maur |              | |
|                                          | 1870                       | Denis Victor Guibouret                       |              | |
| 1870                                     | 1880                       | Louis Renault                                |              | |
| 1880                                     | 1900                       | Théophile Pierre Étienne Pellé               | Républicain  | Conseiller général d'Argent-sur-Sauldre (1883 → 1901) |
| 1900                                     |                            | Étienne Thiault                              |              | |
|                                          |                            | Louis Cateysson                              | Soc.ind.-PRS | Pharmacien Conseiller d'arrondissement d'Argent-sur-Sauldre (1914 → 1928)                                                                                         |
|                                          |                            | Arthur Jacquelin                             | Rad.         | Maçon Conseiller d'arrondissement d'Argent-sur-Sauldre (1928 → 1937) Conseiller général d'Argent-sur-Sauldre (1937 → 1940) Nommé conseiller départemental en 1943 |
|                                          |                            |                                              |              | |
|                                          | 1971                       | Abel Roblin                                  |              | |
| 1971                                     | 1983                       | Marcel Fève                                  |              | |
| 1983                                     | 1989                       | Jean Gourdou                                 |              | |
| 1989                                     | 2001                       | Patrick Senée                                | PS           | Conseiller général d'Argent-sur-Sauldre (1992 → 1998) |
| mars 2001                                | mai 2020                   | Denis Mardesson                              | DVD          | Profession rattachée à l'enseignement Président de la CC Sauldre et Sologne (? → 2017) Chevalier de la Légion d'honneur                                           |
| mai 2020                                 | février 2023               | Pierre Loeper                                | DVD          | Profession libérale Démissionnaire |
| février 2023                             | En cours (au 5 avril 2024) | Anne Cassier                                 | DVD          | Employée de banque Conseillère départementale d'Aubigny-sur-Nère (2015 → ) Vice-présidente du Conseil départemental du Cher (2021 → )                             |

## Équipements et services publics

### Espaces publics
Dans son palmarès 2016, le Conseil National des Villes et Villages Fleuris de France a attribué une fleur à la commune au Concours des villes et villages fleuris.

### Enseignement
La commune dispose d'une école maternelle et d'une école primaire[Quand ?].

### Équipements culturels et sportifs
La commune dispose d'une salle de cinéma de 126 places, l'Argentis. Par ailleurs, un musée présente les différents métiers qui existaient autrefois.
Sont présents également des équipements sportifs (gymnase « La Belle-Équipe », court de tennis...).

### Santé
Le village recense, en 2021, deux médecins généralistes et un dentiste. Les hôpitaux les plus proches sont ceux de Gien, Vierzon et de Bourges.

## Population et société

### Démographie

#### Évolution démographique
L'évolution du nombre d'habitants est connue à travers les recensements de la population effectués dans la commune depuis 1793. Pour les communes de moins de 10 000 habitants, une enquête de recensement portant sur toute la population est réalisée tous les cinq ans, les populations de référence des années intermédiaires étant quant à elles estimées par interpolation ou extrapolation. Pour la commune, le premier recensement exhaustif entrant dans le cadre du nouveau dispositif a été réalisé en 2008.

En 2022, la commune comptait 2 040 habitants, en évolution de −3,86 % par rapport à 2016 (Cher : −2,48 %, France hors Mayotte : +2,11 %).
| 1793  | 1800  | 1806  | 1821  | 1831  | 1836  | 1841  | 1846  | 1851  |
| ----- | ----- | ----- | ----- | ----- | ----- | ----- | ----- | ----- |
| 1 001 | 1 001 | 1 237 | 1 133 | 1 262 | 1 231 | 1 143 | 1 203 | 1 270 |

| 1856  | 1861  | 1866  | 1872  | 1876  | 1881  | 1886  | 1891  | 1896  |
| ----- | ----- | ----- | ----- | ----- | ----- | ----- | ----- | ----- |
| 1 386 | 1 364 | 1 416 | 1 425 | 1 554 | 1 733 | 1 990 | 2 000 | 2 079 |

| 1901  | 1906  | 1911  | 1921  | 1926  | 1931  | 1936  | 1946  | 1954  |
| ----- | ----- | ----- | ----- | ----- | ----- | ----- | ----- | ----- |
| 2 198 | 2 337 | 2 369 | 2 255 | 2 317 | 2 410 | 2 392 | 2 257 | 2 292 |

| 1962  | 1968  | 1975  | 1982  | 1990  | 1999  | 2006  | 2008  | 2013  |
| ----- | ----- | ----- | ----- | ----- | ----- | ----- | ----- | ----- |
| 2 464 | 2 614 | 2 737 | 2 687 | 2 525 | 2 502 | 2 285 | 2 224 | 2 130 |

| 2018  | 2022  | - | - | - | - | - | - | - |
| ----- | ----- | - | - | - | - | - | - | - |
| 2 082 | 2 040 | - | - | - | - | - | - | - |

#### Pyramide des âges
La population de la commune est relativement âgée.
En 2018, le taux de personnes d'un âge inférieur à 30 ans s'élève à 25,1 %, soit en dessous de la moyenne départementale (30,2 %). À l'inverse, le taux de personnes d'âge supérieur à 60 ans est de 40,8 % la même année, alors qu'il est de 32,7 % au niveau départemental.
En 2018, la commune comptait 1 026 hommes pour 1 056 femmes, soit un taux de 50,72 % de femmes, légèrement inférieur au taux départemental (51,56 %).
Les pyramides des âges de la commune et du département s'établissent comme suit.
| Hommes | Classe d’âge | Femmes |
| ------ | ------------ | ------ |
| 1,1    | 90 ou +      | 3,7    |
| 11,4   | 75-89 ans    | 17,0   |
| 24,8   | 60-74 ans    | 23,5   |
| 21,7   | 45-59 ans    | 20,0   |
| 14,0   | 30-44 ans    | 12,6   |
| 12,8   | 15-29 ans    | 11,6   |
| 14,2   | 0-14 ans     | 11,6   |

| Hommes | Classe d’âge | Femmes |
| ------ | ------------ | ------ |
| 1      | 90 ou +      | 2,6    |
| 9,3    | 75-89 ans    | 12,1   |
| 20,6   | 60-74 ans    | 21,3   |
| 20,5   | 45-59 ans    | 20     |
| 16,5   | 30-44 ans    | 15,9   |
| 15,6   | 15-29 ans    | 13,2   |
| 16,5   | 0-14 ans     | 14,9   |

### Manifestations culturelles et festivités
Tous les sept ans, Argent-sur-Sauldre accueille le comice agricole. Lors de la dernière édition, le thème développé était les métiers d'hier et d'aujourd'hui.
D'autres événements ont lieu régulièrement tous les ans :
la fête de la rose de mai, foire et brocante ;
gala de catch ;
compétition de moto-cross, endurance et freestyle.

### Sports et loisirs
- Il est possible de rejoindre l'étang du Puits en vélo ou à pied en longeant le canal de la Sauldre.
- Sur les bords de l'étang du Puits, de nombreuses activités sont proposées, notamment de la barque ou du pédalo.

### Médias
- Presse écrite :
  - Le Berry républicain
  - La Bouinotte
  - Le Petit Solognot
  - La Voix du Sancerrois
- Radios:
  - France Bleu Berry
  - RCF en Berry
  - Vibration
  - Télévision :
  - France 3 Centre-Val de Loire

## Économie

### Population active
La population âgée de 15 à 64 ans s'élevait en 2011 à 1 235 personnes (1 332 en 2006), parmi lesquelles on comptait 74,6 % d'actifs dont 63,4 % ayant un emploi et 11,2 % de chômeurs (contre 6,8 % en 2006).
La répartition par catégories socioprofessionnelles de la population active d'Argent-sur-Sauldre fait apparaître une sous-représentation des « cadres, professions intellectuelles » et « professions intermédiaires » et une sur-représentation des autres catégories par rapport à la moyenne de la France métropolitaine.
Répartition de la population active par catégories socioprofessionnelles (recensement de 2011)
|                             | Agriculteurs | Artisans, commerçants, chefs d'entreprise | Cadres, professions intellectuelles | Professions intermédiaires | Employés | Ouvriers |
| --------------------------- | ------------ | ----------------------------------------- | ----------------------------------- | -------------------------- | -------- | -------- |
| Argent-sur-Sauldre          | 3,0 %        | 8,7 %                                     | 6,9 %                               | 15,0 %                     | 32,5 %   | 33,9 %   |
| Moyenne nationale           | 1,8 %        | 6,2 %                                     | 16,9 %                              | 25,4 %                     | 28,2 %   | 21,5 %   |
| Sources des données : Insee |              |                                           |                                     |                            |          |          |

### Emploi
En 2011, on comptait 861 emplois dans la commune, contre 898 en 2006. Le nombre d'actifs ayant un emploi résidant dans la zone étant de 800, l'indicateur de concentration d'emploi est de 107,6 % (contre 100,6 % en 2006).
La répartition par secteurs d'activité des emplois à Argent-sur-Sauldre fait apparaître l'importance de l'emploi industriel.
Répartition des emplois par domaines d'activité (recensement de 2011)
|                             | Agriculture | Industrie | Construction | Commerce, transports, services divers | Administration publique, enseignement, santé, action sociale |
| --------------------------- | ----------- | --------- | ------------ | ------------------------------------- | ------------------------------------------------------------ |
| Argent-sur-Sauldre          | 3,8 %       | 38,8 %    | 5,8 %        | 34,7 %                                | 16,9 %                                                       |
| Moyenne nationale           | 2,8 %       | 13,2 %    | 6,9 %        | 46,0 %                                | 31,0 %                                                       |
| Sources des données : Insee |             |           |              |                                       |                                                              |

## Culture locale et patrimoine

### Lieux et monuments
- Église Saint-André  Classé MH (1944)[50], érigée au XIIIe siècle, agrandie au XVe siècle pour Marie de Sully et Charles d'Albret et restaurée en 1892 par Octave Guérin.
- Château de Saint-Maur, construit vers 1776-1778 par l’architecte Victor Louis[51] (Musée des métiers). L'édifice est classé monument historique en 2002[52].
- Étang du Puits, plus grand étang de Sologne (180 ha), aménagé en 1864.
- Le canal de la Sauldre, canal d'une longueur de 46,81 km, reliant Blancafort à Lamotte-Beuvron. Trois écluses sont présentes sur le territoire de la commune, l'écluse des fouchères (écluse no 1), celle du puits (no 2) et l'écluse de la grande planche (no 3). Un port de déchargement permettait l'approvisionnement de dépôts de marne. Cet ouvrage a nécessité 21 ans de travaux de 1848 à 1869.

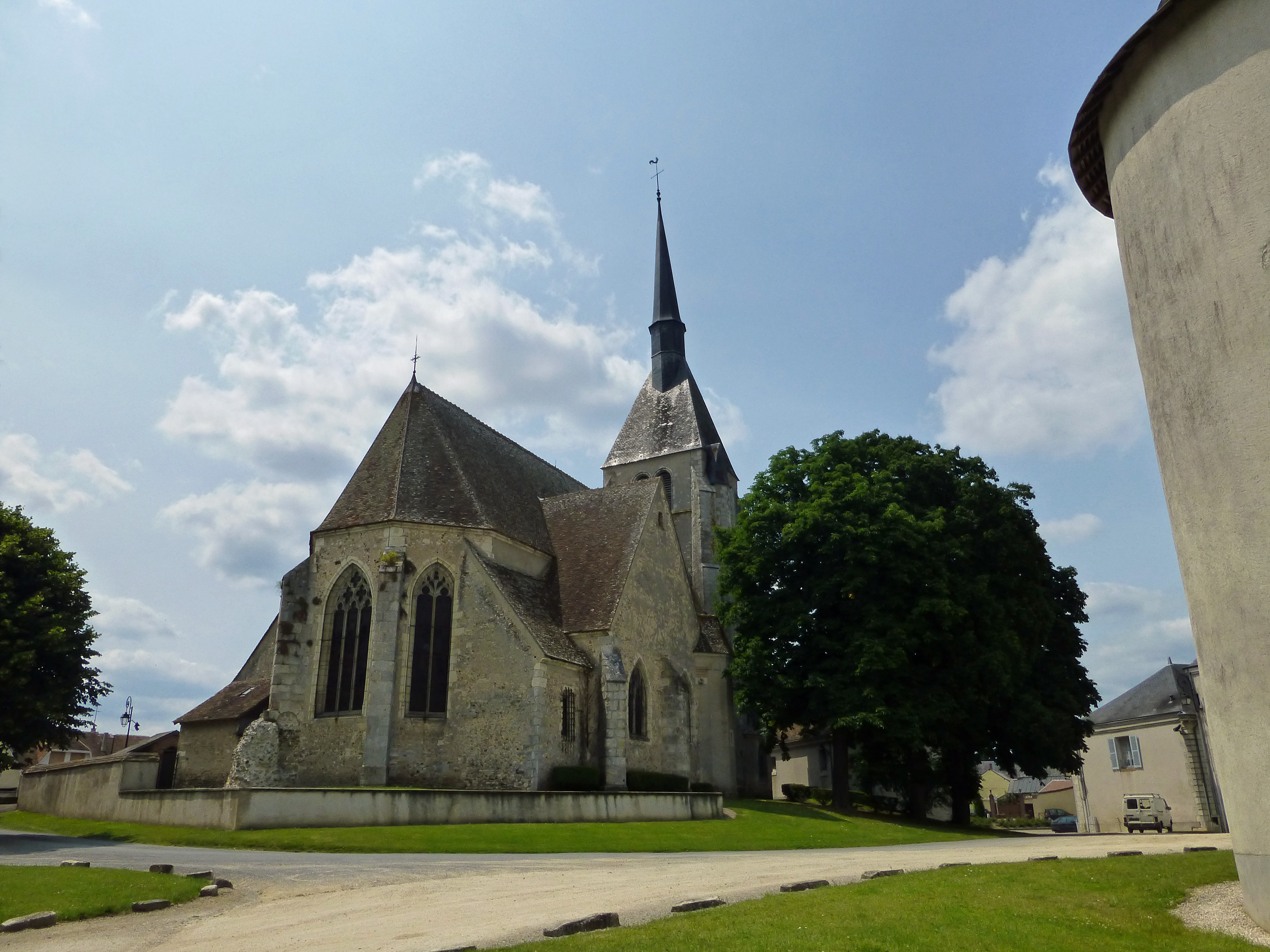
L'église Saint-André.
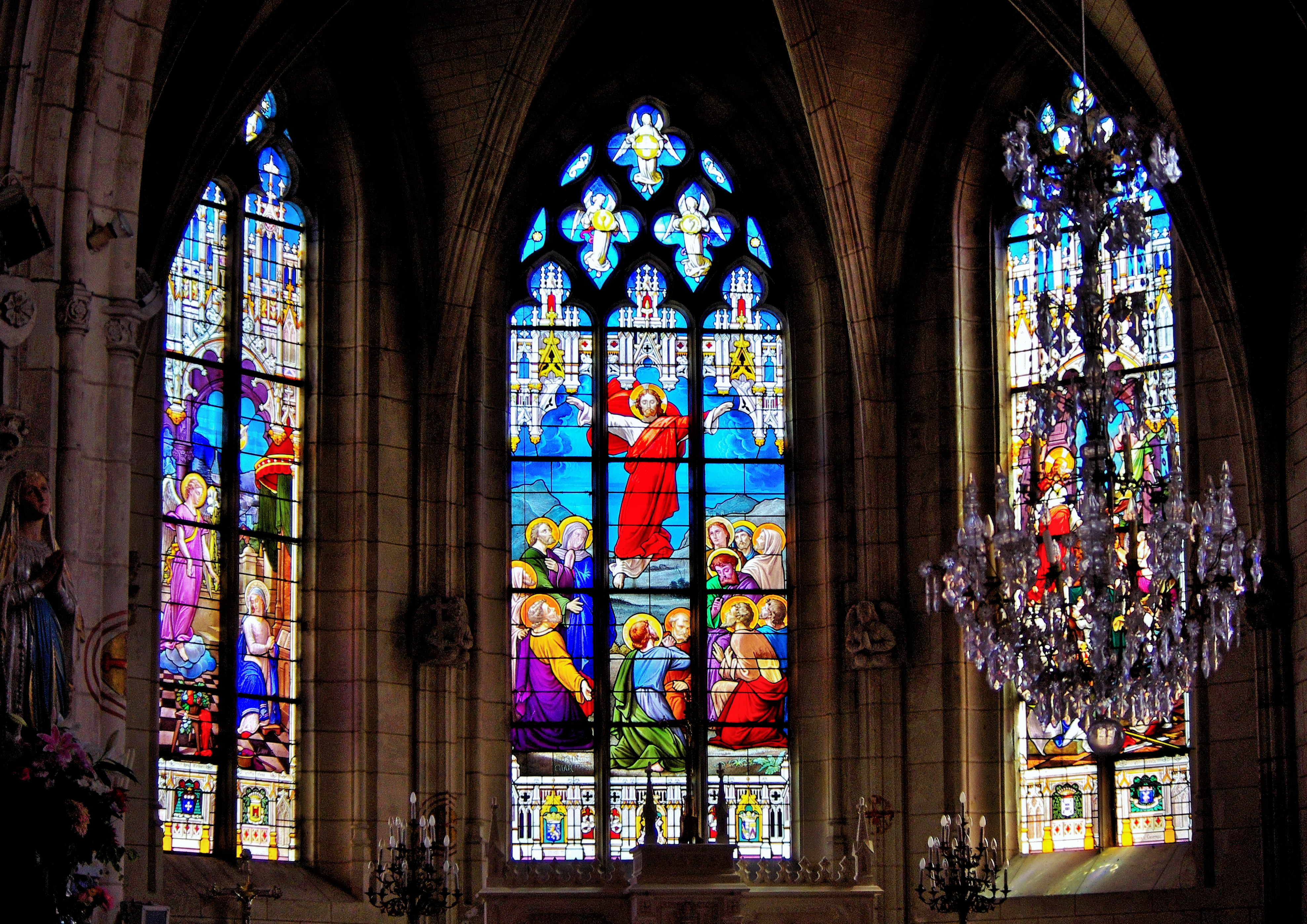
Vitrail de l'Ascension de Jésus.
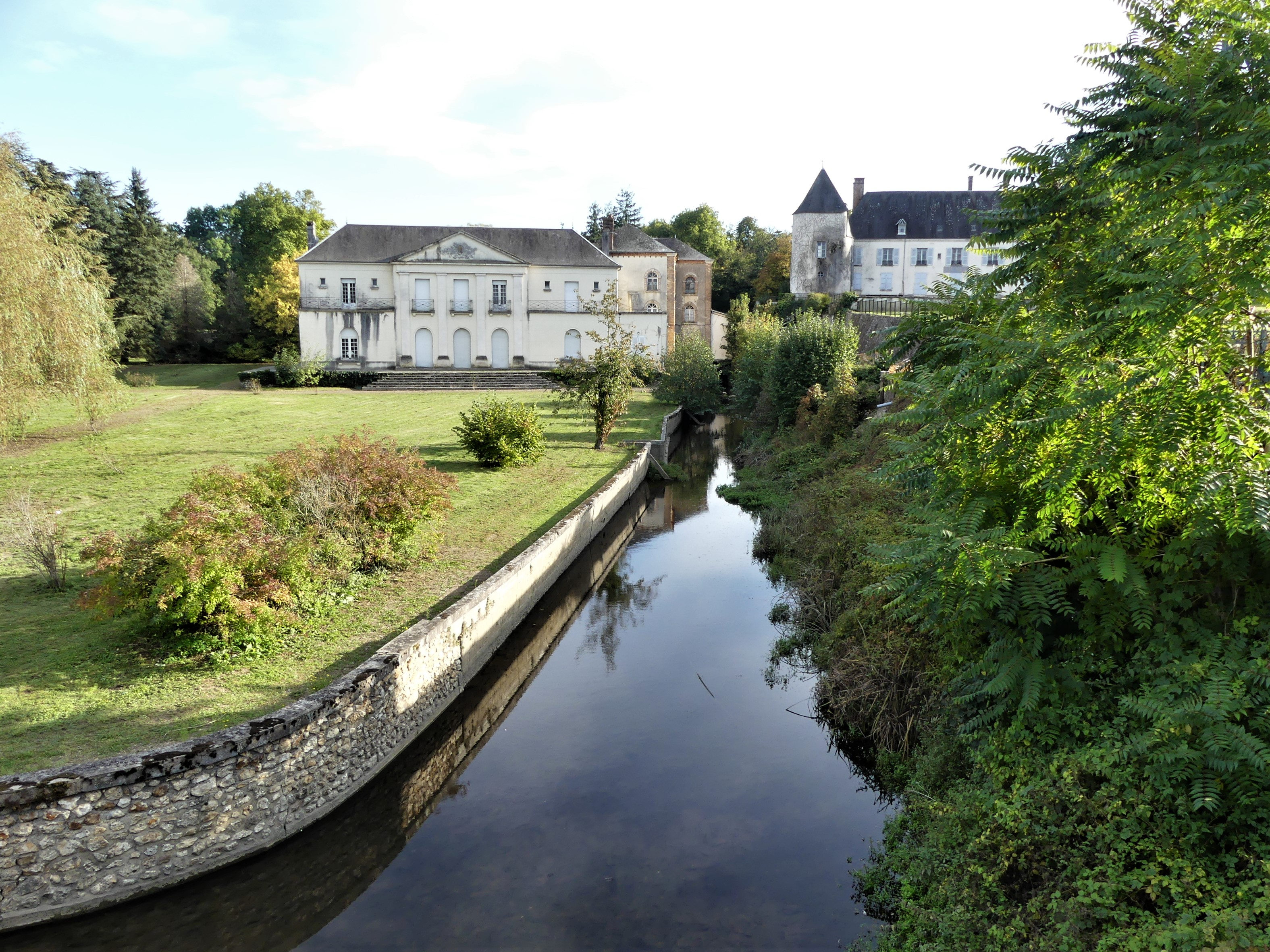
Un bras de la Grande Sauldre au château de Saint-Maur.
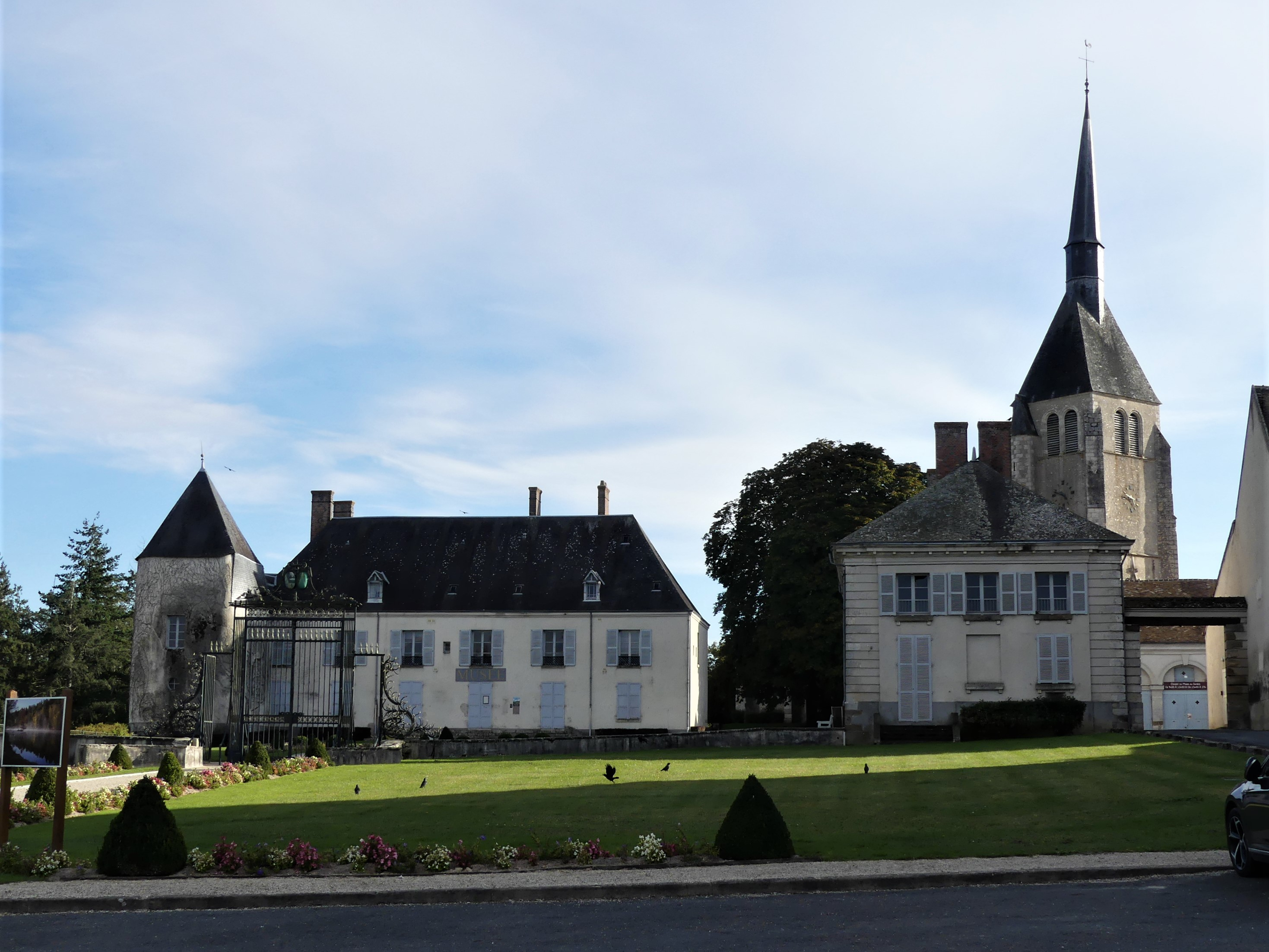
Le château de Saint-Maur.
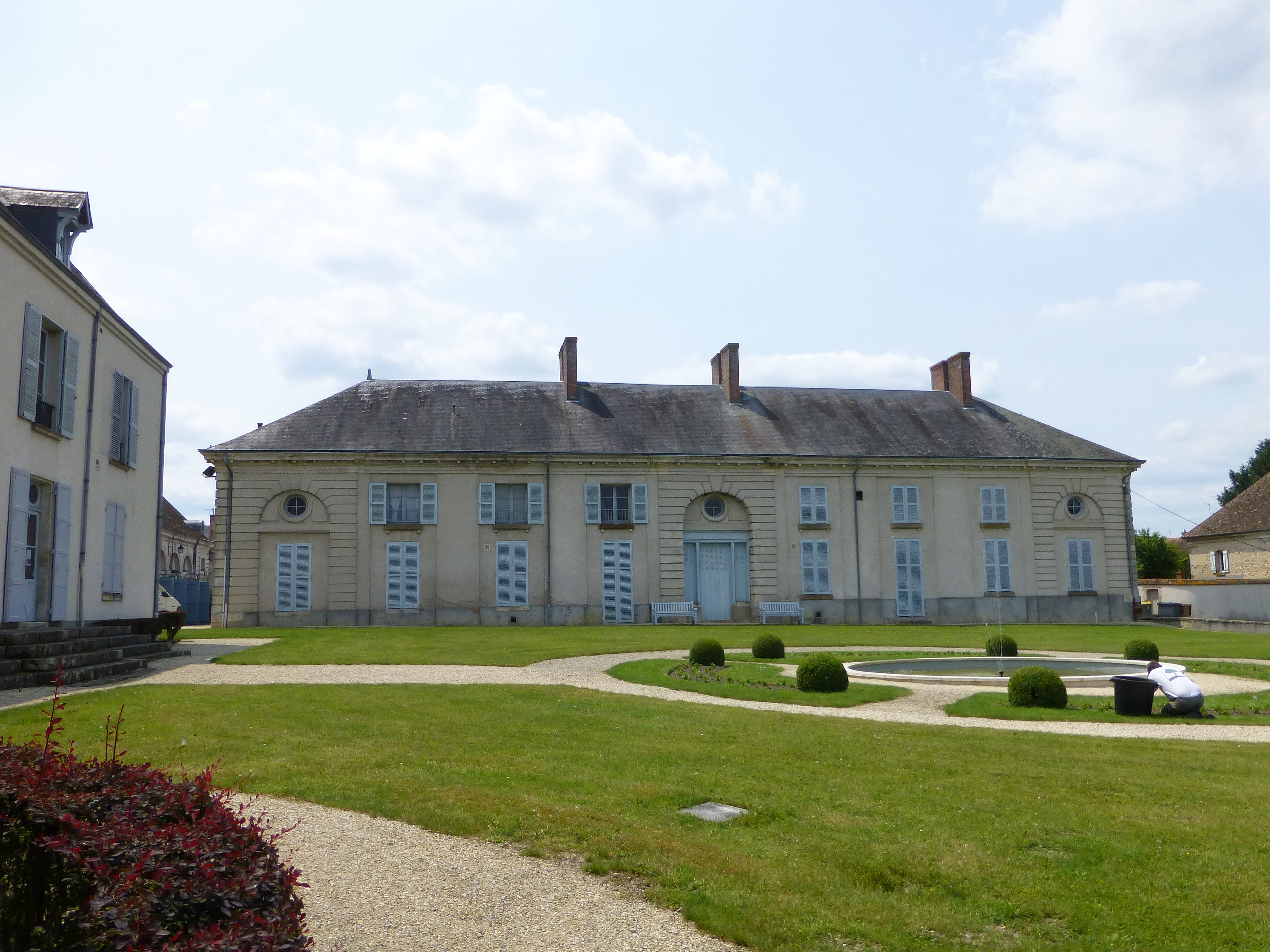
Bâtiment du château de Saint-Maur qui abrite le musée des Métiers.

### Personnalités liées à la commune
- Victor Louis (1731-1800), architecte a réalisé le château et d'autres œuvres majeures telles que le Grand Théâtre de Bordeaux ou bien encore la salle Richelieu de la Comédie-Française.
- Nicolas Dupré de Saint-Maur (1732-1791), intendant de Bourges, qui acheta le château et le fit reconstruire.
- Adhémar Barré de Saint-Venant (1797-1886), ingénieur, physicien et mathématicien, a conçu le canal de la Sauldre.
- L’abbé Théophile Moreux (1867-1954), astronome et météorologiste, y est né.
- André Boite (1910-2022), a été doyen des français depuis 2021, y est né.
- Jean Ristat (1943-2023), poète et écrivain, directeur des Lettres françaises, y est né.
- Gabriella Thevenin (it) (1823-1899), religieuse, y est née.
- Jean-Pierre Descombes (1947-2024), animateur de télévision, y a élu domicile entre 2017 et 2024.
- Roger Guillot (1954-), réalisateur. Il a notamment fait jouer Michel Bouquet dans La Joie de vivre et réalisé Un été à l'envers, téléfilm tourné en partie sur les communes d'Argent-sur-Sauldre et de Sainte-Montaine. Clovis Cornillac et Catherine Frot en étaient les principaux acteurs.

### Héraldique
| Blason de Argent-sur-Sauldre | Blason  | Parti : au 1er d'azur à la bande d'or chargée de trois cosses de pois de sinople, au 2e d'argent à la fasce de sinople accompagnée de trois trèfles du même. |
| Blason de Argent-sur-Sauldre | Détails | Le statut officiel du blason reste à déterminer. |

Ces armoiries se trouvent sur le portique du château.

### Gastronomie
Argent-sur-Sauldre est l'une des 214 communes appartenant à la zone d'appellation du crottin de Chavignol, fromage de chèvre au lait cru.